# El Pobo de Dueñas
El Pobo de Dueñas település Spanyolországban, Guadalajara tartományban. El Pobo de Dueñas Tordellego, Morenilla, Hombrados, Odón, Blancas, El Pedregal és Setiles községekkel határos. Lakosainak száma 99 fő (2024).

## Népesség
A település népessége az utóbbi években az alábbiak szerint változott:
| Lakosok száma | 172  | 150  | 159  | 163  | 150  | 137  | 126  | 109  | 104  | 99   |
|               | 2001 | 2004 | 2006 | 2009 | 2011 | 2014 | 2016 | 2019 | 2021 | 2024 |